# القرية (النادرة)

تعديل مصدري - تعديل

القرية محلة تابعة لقرية بيت مشرح، التابعة لعزلة شخب بمديرية النادرة إحدى مديريات محافظة إب في الجمهورية اليمنية، بلغ تعداد سكانها 259 حسب تعداد اليمن لعام 2004.